# 수상한 교수
《수상한 교수》(영어: The Professor 혹은 영어: Richard Says Goodbye)는 미국에서 제작된 웨인 로버츠 감독의 2018년 코미디 드라마 영화이다. 조니 뎁, 로즈마리 디윗, 오데사 영, 대니 휴스턴, 조이 도이치 등이 출연하였고, 워런 카 등이 제작에 참여하였다.

## 줄거리
뉴잉글랜드 칼리지 영어 교수 리처드는 폐암 4기 진단을 받는다. 치료를 받아도 최대 18개월 밖에 살 수 없다는 예후에 리처드는 이를 가족에게 알리기로 결심한다. 하지만 그 직전에 딸 올리비아는 레즈비언으로 커밍아웃하고, 아내 버로니카는 리처드의 학과장과 불륜 관계라고 고백하며 충격을 안긴다. 몸 상태를 가족들에게 밝히지 못한 리처드는 안식년을 신청하고 내면의 분노를 학생들에게 쏟아내기 시작한다.

## 출연
- 조니 뎁
- 로즈마리 디윗
- 오데사 영
- 대니 휴스턴
- 조이 도이치
- 데번 터렐
- 론 리빙스턴
- 셔반 팰런 호건
- 린다 이먼드
- 팔로마 크비아트코프스키
- 케이틀린 버나드

## 기타 제작진
- 배역: 케라 아이드, 멀리사 코스턴바우더
- 미술: 애니 비첨
- 세트: 섀넌 고틀리브
- 의상: 칼라 헤틀런드